# Carla Bley
Carla Bley (født Lovella May Borg den 11. maj 1936 i Oakland, Californien USA, død 17. oktober 2023) var en amerikansk jazzkomponist, organist, pianist og orkesterleder med svenske aner.
Bley er bedst kendt for sine kompositioner, som hører til en vigtig del af freejazzen fra 1960'erne og op igennem 1970'erne og 1980'erne.
Hun ledede sit eget Carla Bley Band, hvor bl.a. andre musikere som Steve Swallow og Paul Motian medvirkede.
Hun var gift med Paul Bley 1957-1967. Steve Swallow var fra 1980'erne hendes partner.
Bley har også spillet med Johnny Griffin, Charlie Haden, Gary Burton, Nick Mason, Art Farmer og George Russell.